# Doluçanak, Silvan
Doluçanak là một xã thuộc huyện Silvan, tỉnh Diyarbakır, Thổ Nhĩ Kỳ. Dân số thời điểm năm 2008 là 831 người.